# آرامگاه محمد بن جعفر طیار
آرامگاه محمد بن جعفر طیار بنایی است که‌ در دوره تیموریان ساخته‌شده است و در شهرستان دزفول، روستای محمدبن جعفر واقع شده و این اثر در تاریخ ۵ بهمن ۱۳۷۸ با شمارهٔ ثبت ۲۵۵۳ به‌عنوان یکی از آثار ملی ایران به ثبت رسیده‌است.
آرامگاه محمد بن جعفر طیار در فاصله پنج کیلومتری شهر دزفول، در شهرکی به این نام قرار دارد.
به عقیده برخی، این آرامگاه منسوب به فرزند جعفر طیار برادر علی ابن ابی طالب و داماد علی ابن ابی طالب (شوهر ام کلثوم) و یکی از فرماندهان سپاه عمر بن خطاب در حمله اعراب به ایران بوده‌است که در سال ۱۹ هجری قمری در جنگ شوشتر که در این منطقه صورت گرفته بود به این منطقه آمده بود. هرچند برخی نیز تعلق این آرامگاه به محمد بن جعفر طیار را تایید نمی‌کنند. 

## معماری آرامگاه
آرامگاه دارای گنبدی ۱۲ ترک است که با کاشی سبز رنگ ساده و یکرنگ تزئین شده‌اند، این گنبد با حاشیه بندی کاشی‌های ترک‌ها و نقش و نگار هندسی و حاشیه سیاه رنگ و لچکی سفید و نقوش منظم و قرینه‌سازی ساخته شده‌است.
ورودی آرامگاه از سمت شمال است و دارای دو شبستان در طرفین مقبره است. ضریح مقبره در قدیم چوبی بوده‌است ولی در سال‌های اخیر ضریحی فلزی نصب شده‌است.
آرامگاه در وسط باغ بزرگی احداث شده و در اطراف آن آرامگاه‌هایی از اشخاص و شخصیت‌های دزفول وجود دارد. در اطراف هر یک از ایوانهای اطراف بنا دو غرفه و پلکان وجود دارد. طاقهای غرفه‌ها و ورودی‌های پلکان با تکه کاشیهای سبزرنگ تزئین شده‌اند قرارگیری آرامگاه در میان درختان کهنسال و سرسبز کُنار جلوه و آراستگی خاصی دارد. دو درخت کنار روبروی آرامگاه وجود دارد که قدمتی یکی از آن‌ها به ۸۰۰ و دیگری به ۷۵۰ سال می‌رسد.
آرامگاه محمد بن جعفر یک ورودی قدیمی داشته که سر در ورودی با کاشیهای سیاه و سفید و فیروزه‌ای مربع شکل زینت داده شده و دارای بدنه آجری قدیمی است و در بالای آن تاریخ کاشیکاری ۱۳۱۲و۱۳۵۱ به چشم می‌خورد و مربوط به اواخر دوره قاجاریه است. دو مناره گلدسته ازنوع مناره‌هایی که بر فراز طاق ورودی بنای آرامگاه ساخته‌اند بر روی سردر حیاط نیز با کاشیهای آبی رنگ وجود دارند. در کنار این ورودی ۴ درخت قدیمی کنار قرار دارد که به «چهار خواهر» معروفند و مردم اعتقاد خاصی به بستن دخیل و پارچه و نذر و نیاز به آن‌ها دارند. بر خلاف آرامگاه مخروبه یعقوب لیث صفاری که در راه وطن جان فدا کرد آرامگاه ایشان که با ایرانیان جنگیده و کشته شده است به لطف نذورات مردم برپا و استوار می باشد!

## ابهام در تأیید وجود این بقعه در دزفول و علت ساخت آرامگاه
در خصوص این بقعه در شهرستان دزفول عبداللطیف خان شوشتری در سفرنامه خود بر اساس مطالب شایع در میان مردم گفته است: در جنگ شوشتر، محمدبن جعفر طیار به سختی زخمی شده بود و در راه دزفول دعوت حق را لبیک گفته و در آنجا در خارج شهر مدفون شد.
اما فقیه و حدیث‌شناس محمدتقی شوشتری گفته است:
با توجه به این که در داده‌های تاریخی آمده‌است که وی با ام کلثوم بعد از فوت عمر ازدواج نموده است، نمی‌توان پذیرفت وی در شوشتر و جنگ با ایرانیان کشته شده باشد؛ زیرا کشته شدن وی در جنگ با ایران، در دوران زندگی عمر است و ازدواج او با ام کلثوم، پس از عمر است و این نشان دهنده آن است که وی پس از جنگ با ایران، زنده بوده‌است و در ماجرای مذکور، کشته نشده است.